# Gospodarstvo Srbije
Gospodarstvo Srbije je srednjeevropsko gospodarstvo z višjim srednjim dohodkom, ki temelji na storitvah, pri čemer terciarni sektor predstavlja dve tretjini celotnega bruto domačega proizvoda (BDP). Gospodarstvo deluje na načelih prostega trga. Predvideva se, da bo nominalni BDP leta 2022 dosegel 65,7 milijarde dolarjev, kar je 9.561 dolarjev na prebivalca, medtem ko je BDP na podlagi paritete kupne moči (PKS) znašala 153 milijard dolarjev, kar je 22.278 dolarjev na prebivalca. Najmočnejši sektorji srbskega gospodarstva so energetika, avtomobilska industrija, stroji, rudarstvo in kmetijstvo. Primarni industrijski izvoz države so avtomobili, navadne kovine, pohištvo, predelava hrane, stroji, kemikalije, sladkor, pnevmatike, oblačila in farmacevtski izdelki. Trgovina ima pomembno vlogo pri srbskem gospodarskem proizvodu. Glavne trgovinske partnerice so Nemčija, Italija, Rusija, Kitajska in sosednje balkanske države. 
Beograd je glavno in gospodarsko srce Srbije in dom večine večjih srbskih in mednarodnih podjetij, ki delujejo v državi, pa tudi Narodne banke Srbije in beograjske borze. Novi Sad in Niš sta drugo oziroma tretje največje mesto in za Beogradom najpomembnejši gospodarski središči. 